# والی سلیمانی
والی سلیمانی متولد 1318 از روستای قروجنگ دینور کرمانشاه از افسران نیروی زمینی ارتش ایران که در نبرد جنگ ایران و عراق کشته شد ولقب فاتح مهران دریافت کرد.
سال 1342 وارد نیروی زمینی ارتش شد.
درجه نظامی سرهنگ دوم که بعدازشهادت توسط ارتش به اوداده شد ودرزمان شهادت سروان نیروی زمینی ارتش ایران بود
نقش مهمی درجریان جنگ ایران وعراق داشت بدلیل اموزش های نظامی که طی 20سال خدمت درارتش دیده بود توانایی بالایی درحوزه نظامی ومهندسی مین داشت.
معاونت گروهان مهندسی وتانک رابرعهده وهمچنین فرمانده مخابرات لشکر84پیاده لرستان بود قبل ازشروع جنگ مناطق غرب ایران رامین گذاری کرد این مناطق شامل دشت عباس موسیان عین الخوش و...دهلران بودکه این امر باعث شد نیروی زمینی عراق نتوانددرمسیرهای مرزی ورودکند .پس از20روز ازانجام این عملیات نیروی زمینی عراق حمله که منجربه شکست گردیدسرانجام درپی این شکست نیروی هوایی ارتش عراق حمله ودرجریان این نبرد وموشکباران مهمات ومین والی سلیمانی درتاریخ15مهرماه سال1359 باقطع شدن پا ترکش به سر وسوختگی درمحل عملیات کشته شد ولقب فاتح مهران گرفت. 
مزار او در زادگاهش روستای قروجنگ شهرستان صحنه قرار دارد.